# Пивоварна Павлово
„Павлово“ е бивша пивоварна фабрика, със седалище град София, основана през 1882 г. и прекратила самостоятелното си съществуване през 1927 г. Част от сградите ѝ се ползват до 2022 г., когато са окончателно разрушени.

## История на пивоварната
През 1879 г., веднага след Освобождението, белградският предприемач Лазар Трифкович купува стар турски чифлик в близост до София (в кв.Павлово, в близост до днешната трамвайна спирка „Овча купел“).
През 1882 г. Трифкович построява на част от терена на чифлика бирена фабрика. Фабриката е обзаведена с модерни парни машини, казани и резервоари за годишно производство от 15 000 хектолитра бира , но започва да произвежда бира едва през 1885 г. Впоследствие пивоварната фабрика е наречена „Павлово“, на името на преждевременно починалия син на собственика – Павел. Лазар Трифкович управлява пивоварната до смъртта си през 1892 г., след което производството на пиво е прекратено. Преди смъртта си завещава пивоварната на българската държава. Фабриката преминава под управлението на БНБ. През 1895 г. пивоварната фабрика е наета за срок от 15 години от предприемачите Н.Михайловски и Хайрабедян, които възобновяват производството на пиво. През 1897 г. те образуват съдружие с Гр. Найденов, С.Таджер и Младен Стоянов, които до този момент притежават собствени пивоварни. В резултат на това обединение Пивоварна „Павлово“ става втората по големина бирена фабрика в София, след пивоварната на братя Прошекови. Докато през 1987 г. „Павлово“ произвежда 280 000 литра пиво, среещу 538 880 литра за „Братя Прошекови“, през първата половина на 1898 г. обединената пивоварна вече произвежда 568 000 литра, срещу 560 040 литра за пивоварната на братя Прошекови.  През 1916 г. фабриката е отдадена под наем, отново за 15 години на Паскал К.Гълъбаров и оперира под името „Първа държавна пивоварница „Павлово“.
Спадът в производството на бира в България, особено след 1925 г., дължащ се на тежката акцизна политика на българското правителство, за сметка на поощряване на винарската индустрия, принуждава собствениците на пивоварни фабрики в България да образуват на 3 април 1927 г. пивоварен картел, в който влизат всички съществуващи към момента 18 фабрики, вкл. и тази в Павлово. По решение на картела се затварят 12 пивоварни фабрики, сред които и Павловската пивоварна. Затворените фабрики спират производство и част от тях продължават да функционират само като депозитни складове за продажба на пиво на останалите 6 действащи пивоварни. Създаването на картела не успява да преодолее спада и различията и през 1931 г. пивоварния картел престава да съществува. Съгласно решението на картела от 1927 г. пивоварната фабрика „Павлово“ преустановява производството на бира.
След 1947 г. фабрика „Павлово“ е превърната в склад на Държавно стопанско обединение „Винпром“. През 1952 г. е създаден „Институт по винарска промишленост“, който осъществява държавната политика в областта на винарството и лозарството на България. От 1956 г. Институтът се настанява в сградата на фабриката, като подземната и част се оборудва като изба. След 1956 г. избата се използва изцяло за винарски технологични и научни цели – съзряване, отлежаване и изследване на вина и спиртни напитки. В края на 20в. помещенията са превърнати в склад на "Булгартабак". В началото на 21в. правоприемници на "Винпром" си връщат владението и през април 2015 г. към избата се разкрива Дом на виното. В 2022 г. сградите са разрушени при изпълнение на бъдещ инвестиционен проект.